# Radovan Pankov
Radovan Pankov (serb. cyr. Радован Панков, ur. 5 sierpnia 1995 w Nowym Sadzie) – serbski piłkarz występujący na pozycji prawego i środkowego obrońcy w polskim klubie Legia Warszawa oraz reprezentacji Serbii.

## Sukcesy

### Klubowe

#### FK Crvena zvezda
- Mistrz Serbii: 2019/2020, 2020/2021
- Zdobywca Pucharu Serbii: 2020/2021

#### Legia Warszawa
- Puchar Polskiː 2024/2025 [1]

### Reprezentacyjne
Serbia U-20
- Mistrzostwo Świata do lat 20.: 2015

### Indywidualne
- Drużyna sezonu Super ligi Srbije: 2018/2019

## Kontrowersje
5 października 2023 Radovan Pankov został aresztowany przez holenderską policję wraz z kolegą z drużyny Josué Pesqueirą po starciu z pracownikami ochrony po meczu z AZ Alkmaar w fazie grupowej Ligi Konferencji Europy UEFA. Zawodnicy zostali zwolnieni następnego dnia bez przedstawienia im zarzutów. 15 grudnia 2023 UEFA nałożyła na AZ grzywnę w wysokości 40 000 euro za niezapewnienie bezpieczeństwa polskiej drużynie.